# HostCMS
HostCMS — коммерческая многосайтовая система управления содержимым (CMS), разработанная российской компанией «Хостмэйк» и являющаяся одной из старейших CMS на российском рынке. Распространяется под проприетарной лицензией с открытым исходным кодом.

## Описание
Имеет встроенный ORM, построитель запросов QueryBuilder, хелперы. Использует технологию AJAX в клиентском разделе и центре администрирования. С версии 6.0 предоставляет возможность редактирования содержимого страниц без перехода в центр администрирования.

### Области применения
Модули, входящие в состав HostCMS, позволяют создать сайт практически любого назначения, а сами разработчики системы позиционируют свой продукт как инструмент для разработки сайтов различного типа: от небольших корпоративных сайтов до контент-проектов и интернет-магазинов. Однако, по мнению аналитиков, для организации сайта компании или интернет-магазина лучше всего использовать HostCMS. Стоит отметить, что данные функции доступны даже в бесплатной версии, включая модуль интернет-магазина с возможностью обмена данными с 1С и приема платежей всех видов.  В то же время конкурирующие системы требуют дополнительной оплаты за такие возможности, поэтому эксперты считают такие возможности одним из преимуществ данной CMS.

## История
Компания «Хостмэйк» основана в апреле 2002 года (c 2005 года — ООО «Хостмэйк»), основным видом деятельности является разработка программного обеспечения. Разработка HostCMS началась в 2003 году. Первоначально система разрабатывалась как внутренний продукт компании с целью упрощения работы с разрабатываемыми сайтами. Постепенно клиенты стали запрашивать возможность приобретения системы в виде законченного коробочного решения. В итоге 1 ноября 2005 года на рынок вышла версия 3.0.

## Позиции в рейтинге платных CMS
По состоянию на декабрь 2017 года «HostCMS» занимает пятое место в рейтинге платных тиражных CMS по версии itrack.ru с долей в 4,10 %. В общем рейтинге CMS «HostCMS» занимает шестнадцатое место с долей 0,69 %.
Этот рейтинг составляется по информации о реальных установках на сайтах — данные для анализа собирает программа-«паук», которая регулярно обходит все сайты в зоне .ru.

## Системные требования
HostCMS предъявляет относительно низкие требования к хостингу.

### Веб-сервер
Система управления HostCMS поддерживает работу под управлением Apache (1.3.x, 2.x) или Microsoft IIS 7.

#### Apache версии 1.3.x, 2.x, дополнительные модули
- mod_rewrite;
- mod_php;
- mod_security должен быть отключен.

#### Microsoft IIS 7
Необходима установка ISAPI_Rewrite.

### PHP
Версии 5.4.x — 5.6.x, 7.0.x — 7.4.x, 8.0.x, 8.1.x
- Image Processing and GD;
- Zlib Compression;
- iconv;
- JSON;
- Multibyte String;
- SimpleXML;
- Libxslt;
- IMAP;
- Не менее 32 Мб доступной памяти. Рекомендовано 64 Мб.

### MySQL
MariaDB 10.2+, MySQL 5.0.xx — 8.0.xx

### Администрирование сайта
Для администрирования сайта необходимо иметь один из следующих браузеров:
- Firefox 92 и выше;
- Opera 86 и выше;
- Google Chrome 92 и выше;
- Safari 14 и выше,
- EDGE 79 и выше.

## Редакции
В настоящее время система распространяется в пяти редакциях. Функциональность бесплатной версии HostCMS с красноречивым названием "Халява", по мнению экспертов, весьма неплоха и для многих сайтов её будет более чем достаточно. Помимо неё существуют платные редакции «Мой сайт», «Малый бизнес», «Бизнес» и «Корпорация». Данные версии еще более функциональны и предоставляют такие необходимые дополнения, как поиск по сайту, резервное копирование, форум, ускорение работы, управление рекламой, а также всевозможные интерактивные модули: опросы, рассылки и системы обработки запросов. Более того техническая поддержка оказывается только пользователям имеющим лицензию.